# Trolejbusy w Darlington
Trolejbusy w Darlington – zlikwidowany system trolejbusowy w mieście Darlington, w Anglii, w Wielkiej Brytanii. Został otwarty 17 stycznia 1926 r. i zastąpił zlikwidowany miejscowy system tramwajowy.
Na tle pozostałych, nieistniejących już systemów trolejbusowych w Wielkiej Brytanii, system w Darlington był średniej wielkości; istniało łącznie 5 linii, maksymalnie posiadano 66 trolejbusów. Został zlikwidowany dość wcześnie, 31 lipca 1957 r.
Do dziś nie zachował się żaden z dawnych trolejbusów z Darlington.